# Terminal Lance (histórias em quadrinhos)
Terminal Lance é uma tira de quadrinhos e website criado em 2010 por Maximiliano Uriarte que satiriza a vida do Corpo de Marines dos Estados Unidos. De acordo com Uriarte, ele o criou "para zombar do Corpo de Fuzileiros Navais muito parecido como os Sempertoons de Gunny Wolf, mas com uma ênfase no ponto de vista de um Lance Corporal." O nome é uma gíria para um Marine que termina uma inscrição como um Lance Corporal. O sistema pela promoção ao Cabo e ao Sargento depende fortemente na carreira-campo e antiguidade — isso faz que haja mais "Terminal Lances" nas especialidades da infantaria que podem, em outro campo, poderiam ter avançado para a classificação de NCO. 
Em 2016, Uriarte independentemente lançou um romance gráfico, chamada Terminal Lance: The White Donkey (em português: Terminal Lance, O Burro Branco), e ele desenhou-a e escreveu-a completamente independente. O seu livro foi publicado de 1 de Fevereiro de 2016, depois de ter uma campanha de sucesso em Kickstarter em 2013. Pouco tempo depois, o livro foi republicado por Little, Brown & Co., e agora se chama "The White Donkey: Terminal Lance." Ele foi lançado de 19 de Avril de 2016.

Atualmente, Uriarte publica o cômico no seu site a www.terminallance.com e no jornal The Marine Corps Times.